# علم الفلزات الكهربائي
علم الفلزات الكهربائي (ملاحظة 1) هو فرع من علم استخلاص الفلزات يتضمن دراسة واستخدام الطاقة الكهربائية لاستحصال الفلزات من خاماتها المعدنية اعتماداً على التحليل الكهربائي.
يمكن استخدام وسيلة التحليل الكهربائي إما للاستخلاص الكهربائي (التنقية) أو الطلي (مرحلة المعالجة النهائية).